# Lebia pleuritica
Lebia pleuritica är en skalbaggsart som beskrevs av Leconte. Lebia pleuritica ingår i släktet Lebia och familjen jordlöpare. Inga underarter finns listade i Catalogue of Life.